# Az Angie Tribeca – A törvény nemében epizódjainak listája
Ez a lista az Angie Tribeca – A törvény nemében (Angie Tribeca) című amerikai sorozat epizódjait tartalmazza.

## Évados áttekintés
| Évad | Évad | Részek száma | Részek száma | Eredeti sugárzás   | Eredeti sugárzás   | Eredeti adó | Magyar sugárzás  | Magyar sugárzás    | Magyar adó |
| Évad | Évad | Részek száma | Részek száma | Évadbemutató       | Évadzáró           | Eredeti adó | Évadbemutató     | Évadzáró           | Magyar adó |
| ---- | ---- | ------------ | ------------ | ------------------ | ------------------ | ----------- | ---------------- | ------------------ | ---------- |
|      | 1.   | 10           | 10           | 2016. január 17.   | 2016. január 18.   | TBS         | 2016. március 1. | 2016. március 17.  | HBO Comedy |
|      | 2.   | 10           | 10           | 2016. június 6.    | 2016. augusztus 8. | TBS         | 2016. október 8. | 2016. november 12. | HBO 3      |
|      | 3.   | 10           | 10           | 2017. április 10.  | 2017. június 12.   | TBS         | 2017. július 2.  | 2017. július 30.   | HBO 3      |
|      | 4.   | 10           | 10           | 2018. december 29. | 2018. december 30. | TBS         | 2019. június 23. | 2019. augusztus 4. | HBO 3      |

## Első évad (2016)
| Sor. | Év. | Cím                                                  | Rendező              | Író                                         | Premier                                                                           | Nézettség    | Gyártási szám |
| ---- | --- | ---------------------------------------------------- | -------------------- | ------------------------------------------- | --------------------------------------------------------------------------------- | ------------ | ------------- |
| 1.   | 1.  | Angie bemutatkozik (Pilot)                           | Steve Carell         | Steve Carell és Nancy Walls Carell          | 2016. január 17. 2016. március 1. (HBO Comedy) 2017. április 6. (Comedy Central)  | 1,17 millió  | 101           |
| 2.   | 2.  | Az esküvő szervező (The Wedding Planner Did It)      | Michael Patrick Jann | Jeff Astrof                                 | 2016. január 17. 2016. március 2. (HBO Comedy) 2017. április 13. (Comedy Central) | 1,07 millió  | 102           |
| 3.   | 3.  | A hasbeszélő (The Famous Ventriloquist Did It)       | Martha Coolidge      | Alex Jenkins Reid                           | 2016. január 17. 2016. március 3. (HBO Comedy) 2017. április 20. (Comedy Central) | 0,940 millió | 103           |
| 4.   | 4.  | Ujjongva (The Thumb Affair)                          | Michael Patrick Jann | Ira Ungerleider                             | 2016. január 17. 2016. március 8. (HBO Comedy) 2017. április 27. (Comedy Central) | 0,902 millió | 104           |
| 5.   | 5.  | Angie esete a nagy hallal (Commissioner Bigfish)     | Peter Segal          | Jason Belleville                            | 2016. január 17. 2016. március 9. (HBO Comedy) 2017. május 4. (Comedy Central)    | 0,733 millió | 105           |
| 6.   | 6.  | Itt a görény, hol a görény (Ferret Royale)           | Steve Pink           | Ryan Walls                                  | 2016. január 17. 2016. március 10. (HBO Comedy) 2017. május 11. (Comedy Central)  | 0,713 millió | 106           |
| 7.   | 7.  | Angie szabadnapja (Tribeca's Day Off)                | Matt Sohn            | Ava Tramer                                  | 2016. január 17. 2016. március 15. (HBO Comedy) 2017. május 18. (Comedy Central)  | 0,628 millió | 107           |
| 8.   | 8.  | Első osztályú gyilkosság (Murder in the First Class) | Richie Keen          | Ira Ungerleider és Jeff Astrof              | 2016. január 18. 2016. március 16. (HBO Comedy) 2017. május 25. (Comedy Central)  | 0,611 millió | 108           |
| 9.   | 9.  | Beépülve (Inside Man)                                | Jon Poll             | Ava Tramer, Ryan Walls és Alex Jenkins Reid | 2016. január 18. 2016. március 17. (HBO Comedy) 2017. június 1. (Comedy Central)  | 0,515 millió | 109           |
| 10.  | 10. | Bomba jó (The One With the Bomb)                     | Ira Ungerleider      | Marisa Pinson                               | 2016. január 18. 2016. március 17. (HBO Comedy) 2017. június 8. (Comedy Central)  | 0,492 millió | 110           |

## Második évad (2016)
| Sor. | Év. | Cím                                                 | Rendező               | Író             | Premier                                       | Nézettség    | Gyártási szám |
| ---- | --- | --------------------------------------------------- | --------------------- | --------------- | --------------------------------------------- | ------------ | ------------- |
| 11.  | 1.  | Koma édes koma (Fleas Don't Kill Me)                | Ira Ungerleider       | Ira Ungerleider | 2016. június 6. 2016. október 8. (HBO 3)      | 0,660 millió | 201           |
| 12.  | 2.  | A tökéletes fogás (Miso Dead)                       | Rachel Lee Goldenberg | Mathew Harawitz | 2016. június 6. 2016. október 8. (HBO 3)      | 0,574 millió | 202           |
| 13.  | 3.  | Beépülve (Beach Blanket Sting-O)                    | Brennan Shroff        | Shepard Boucher | 2016. június 13. 2016. október 15. (HBO 3)    | 0,613 millió | 203           |
| 14.  | 4.  | Nyalj és csalj (You've Got Blackmail)               | Steve Pink            | Juliet Seniff   | 2016. június 20. 2016. október 15. (HBO 3)    | 0,611 millió | 204           |
| 15.  | 5.  | A kezdő lökés (A Coldie but a Goodie)               | Steve Pink            | Juliet Seniff   | 2016. június 27. 2016. október 22. (HBO 3)    | 0,569        | 205           |
| 16.  | 6.  | Szervezet bűnözés (Organ Trail)                     | Dan Beers             | Nathaniel Stein | 2016. július 11. 2016. október 22. (HBO 3)    | 0,601 millió | 206           |
| 17.  | 7.  | Csapás csapás után (Boyz II Dead)                   | Matt Sohn             | Sean Lavery     | 2016. július 18. 2016. október 29. (HBO 3)    | 0,595 millió | 207           |
| 18.  | 8.  | Vérfagyasztó (The Coast is Fear)                    | Rachel Lee Goldenberg | Scott Hanscom   | 2016. július 25. 2016. október 29. (HBO 3)    | 0,444 millió | 208           |
| 19.  | 9.  | Grafikus halál (Contains Graphic Designer Violence) | Dan Beers             | Mathew Harawitz | 2016. augusztus 1. 2016. november 12. (HBO 3) | 0,542 millió | 209           |
| 20.  | 10. | Diszfunkcionális választás (Electoral Dysfunction)  | Ira Ungerleider       | Ira Ungerleider | 2016. augusztus 8. 2016. november 12. (HBO 3) | 0,481 millió | 210           |

## Harmadik évad (2017)
| Sor. | Év. | Cím                                                                                      | Rendező         | Író                              | Premier                                                                        | Nézettség    | Gyártási szám |
| ---- | --- | ---------------------------------------------------------------------------------------- | --------------- | -------------------------------- | ------------------------------------------------------------------------------ | ------------ | ------------- |
| 21.  | 1.  | Isten hozott, Blotter! (Welcome Back, Blotter)                                           | Rashida Jones   | Ira Ungerleider                  | 2017. április 10. 2017. július 2. (HBO 3) 2019. július 14. (Comedy Central)    | 0,645 millió | 301           |
| 22.  | 2.  | Gyilkosság a mocsárban (Murder Gras)                                                     | Ira Ungerleider | Shepard Boucher                  | 2017. április 17. 2017. július 2. (HBO 3) 2019. július 14. (Comedy Central)    | 0,560 millió | 302           |
| 23.  | 3.  | Cserbenhagyás (Brockman Turner Overdrive)                                                | Dan Beers       | Mathew Harawitz                  | 2017. április 24. 2017. július 9. (HBO 3) 2019. július 28. (Comedy Central)    | 0,572 millió | 303           |
| 24.  | 4.  | Gyilkos robotok (Turn Me On, Geils)                                                      | Ira Ungerleider | Marisa Pinson                    | 2017. május 1. 2017. július 9. (HBO 3) 2019. július 28. (Comedy Central)       | 0,482 millió | 304           |
| 25.  | 5.  | Ezt már láttuk a Miami helyszínelőkben (This Sounds Unbelievable, but CSI: Miami Did It) | Brennan Schroff | Nathaniel Stein                  | 2017. május 8. 2017. július 16. (HBO 3) 2019. augusztus 4. (Comedy Central)    | 0,663 millió | 305           |
| 26.  | 6.  | A múlt árnyai (Hey, I'm Solvin' Here!)                                                   | Tom Magill      | Juliet Seniff                    | 2017. május 15. 2017. július 16. (HBO 3) 2019. augusztus 4. (Comedy Central)   | 0,552 millió | 306           |
| 27.  | 7.  | A fekete arany (License to Drill)                                                        | Brennan Schroff | Scott Hanscom                    | 2017. május 22. 2017. július 23. (HBO 3) 2019. augusztus 11. (Comedy Central)  | 0,557 millió | 307           |
| 28.  | 8.  | Árulkodás majomszokás (If You See Something, Solve Something)                            | Rebecca Asher   | Ira Ungerleider                  | 2017. május 29. 2017. július 23. (HBO 3) 2019. augusztus 11. (Comedy Central)  | 0,553 millió | 308           |
| 29.  | 9.  | Becéző bacik (Germs of Endearment)                                                       | Payman Benz     | Mathew Harawitz                  | 2017. június 5. 2017. július 30. (HBO 3) 2019. augusztus 18. (Comedy Central)  | 0,569 millió | 309           |
| 30.  | 10. | Kapd el őket tigris (Go Get 'Em, Tiger)                                                  | Paul Bernard    | Shepard Boucher és Marisa Pinson | 2017. június 12. 2017. július 30. (HBO 3) 2019. augusztus 18. (Comedy Central) | 0,508 millió | 310           |

## Negyedik évad (2018)
| Sor. | Év. | Cím                                                  | Rendező         | Író                           | Premier                                       | Nézettség    | Gyártási szám |
| ---- | --- | ---------------------------------------------------- | --------------- | ----------------------------- | --------------------------------------------- | ------------ | ------------- |
| 31.  | 1.  | Az új csapat (The Force Wakes Up)                    | Ira Ungerleider | Ira Ungerleider               | 2018. december 29. 2019. június 23. (HBO 3)   | 0,433 millió | 401           |
| 32.  | 2.  | Hangbiztos (Glitch Perfect)                          | Amy York Rubin  | Marisa Pinson                 | 2018. december 29. 2019. június 30. (HBO 3)   | 0,257 millió | 402           |
| 33.  | 3.  | Játékszerencse (Joystick Luck Club)                  | Brennan Shroff  | Nathaniel Stein               | 2018. december 29. 2019. július 7. (HBO 3)    | 0,235 millió | 403           |
| 34.  | 4.  | Lökd a zsírt (Just the Fat, Ma'am)                   | Brennan Shroff  | Greg Bratman                  | 2018. december 29. 2019. július 14. (HBO 3)   | 0,180 millió | 404           |
| 35.  | 5.  | Tőzsdecápák (Trader Foes)                            | Rebecca Asher   | Jessica Conrad                | 2018. december 29. 2019. július 21. (HBO 3)   | 0,172 millió | 405           |
| 36.  | 6.  | Fagyasztóan drámai (Freezing Cold Prestige Drama)    | Brennan Shroff  | Scott Hanscom                 | 2018. december 30. 2019. július 21. (HBO 3)   | 0,450 millió | 406           |
| 37.  | 7.  | Politikai affér (Behind the Scandalabra)             | Tom Magill      | Haley Di Guilio és Yael Green | 2018. december 30. 2019. július 28. (HBO 3)   | 0,278 millió | 407           |
| 38.  | 8.  | Még zűrösebb természet (Heading to the Legal Beagle) | Phill Lewis     | Marisa Pinson                 | 2018. december 30. 2019. július 28. (HBO 3)   | 0,250 millió | 408           |
| 39.  | 9.  | Kiborító kincs (Irrational Treasures)                | Ira Ungerleider | Nathaniel Stein               | 2018. december 30. 2019. augusztus 4. (HBO 3) | 0,187 millió | 409           |
| 40.  | 10. | Air Force Two (Air Force Two)                        | Rashida Jones   | Ira Ungerleider               | 2018. december 30. 2019. augusztus 4. (HBO 3) | 0,221 millió | 410           |

## Fordítás
- Ez a szócikk részben vagy egészben  a   List of Angie Tribeca episodes című angol Wikipédia-szócikk ezen változatának fordításán alapul.  Az eredeti cikk szerkesztőit annak laptörténete sorolja fel. Ez a jelzés csupán a megfogalmazás eredetét és a szerzői jogokat jelzi, nem szolgál a cikkben szereplő információk forrásmegjelöléseként.